# Ed Badger
Edward William Badger, detto Ed (West New York, 5 novembre 1932), è un allenatore di pallacanestro e dirigente sportivo statunitense, professionista nella NBA.